# James Cagney
James Cagney (Nova York, 17 de juliol de 1899 - Standford, Nova York, 30 de març de 1986) fou un actor cinematogràfic estatunidenc.
Va debutar el 1930 amb comèdies musicals com Yankee Doodle Dandy de Michael Curtiz, per la qual obtingué (1942) l'Oscar d'interpretació i també amb films policíacs com Al roig viu (1949) de Raoul Walsh. El dirigí el film Short Cut to Hell (1957). Apartat del cinema després d'Un, dos, tres (1961) de Billy Wilder retornà amb Ragtime (1980) de Milos Forman.
James Cagney va ser un dels gàngsters més famosos del cinema dels anys 30, va demostrar que era un actor de gran versatilitat capaç d'actuar en qualsevol gènere. En la seva admirable carrera va aportar gran dinamisme i vitalitat a qualsevol paper i es va convertir en l'encarnació de l'americà mitjà.

## Biografia
James Francis "Jimmy" Cagneyva néixer l'any 1899 al Lower East Side de Manhattan a Nova York. Els seus biògrafs no estan d'acord quant a la ubicació exacta: o bé a la cantonada de'Avenue D i 8th Street, o bé en un apartament de l'últim pis al 391 East 8th Street, l'adreça que consta al seu certificat de naixement. El seu pare, James Francis Cagney Sr. (1875–1918), era d'origen irlandès. En el moment del naixement del seu fill, era cambrer i boxejador amateur, encara que al certificat de naixement de Cagney, hi apareix com a telegrafista. La seva mare era Carolyn Elizabeth (née Nelson; 1877–1945); el pare d'ella era capità d'un vaixell noruec, i la seva mare era irlandesa.
Cagney era el segon de set fills, dos dels quals van morir pocs mesos després del seu naixement. De petit era malaltís, tant que la seva mare tenia por que morís abans que pogués ser batejat. Més tard va atribuir la seva mala salut a la pobresa que patia la seva família. La família es va traslladar dues vegades quan ell encara era jove, primer a East 79th Street, i després cap a East 96th Street. Va ser confirmat a l'esglésa de St. Francesc de Sales a Manhattan; el seu funeral es celebraria finalment a la mateixa església.
Cagney es va graduar a la Stuyvesant High School a la ciutat de Nova York, el 1918, i va assistir al Columbia College, on volia llicenciar-se en art. També va prendre classes d'alemany i es va unir al Cos d'entrenament d'estudiants de l'exèrcit, però va abandonar al cap d'un semestre, tornant a casa després de la mort del seu pare durant la pandèmia de grip de 1918.
Cagney va ocupar una varietat de llocs de treball al principi de la seva vida Donava tots els seus guanys a la seva família. Mentre Cagney treballava per a la Biblioteca Pública de Nova York, va conèixer Florence James, que el va ajudar a iniciar una carrera d'actor. Cagney creia en el treball dur, i després va afirmar: «Va ser bo per a mi. Em sap greu pel nen que ho passa massa còmode. De sobte s'ha d'enfrontar cara a cara amb les realitats de vida sense cap mare o pare que pensi per ell.»
La seva introducció al cinema va ser atípica. Quan visitava una tia que vivia a Brooklyn, davant dels Vitagraph Studios, Cagney s'enfilava per la tanca per veure el rodatge de les pel·lícules de John Bunny. es va involucrar en el teatre amateur, començant com a paisatgista per a una pantomima xinesa a Lenox Hill Neighborhood House on actuava el seu germà Harry i dirigia Florence James. Una nit, però, en Harry va emmalaltir, i encara que Cagney no era un suplent, la seva memòria eidètica dels assajos li va permetre substituir el seu germà sense cometre cap error.
La seva primera pel·lícula important va ser The Public Enemy (1931), de William A. Wellman on interpretava un personatge fosc i complex: el d'un gàngster fet a si mateix des de ben jove. Va tornar a realitzar el paper de gàngster a dues pel·lícules dirigides per Raoul Walsh: Els turbulents anys vint i, sobretot, Al roig viu, on dirà la seva frase més famosa, «Soc al cim del món, mama».
James Cagney va ser un dels membres fundadors de Sindicat d'actors de cinema (en anglès: Screen Actors Guild), junt amb altres actors com George Raft, Warner Oland, Fredric March, Adolph Menjou i Groucho Marx a El Capitan Theatre, Los Angeles, l'octubre de 1933. Però Cagney va ser un actor molt versàtil que va intervenir en tota classe de pel·lícules, des de comèdies fins a drames, passant per westerns i fins i tot adaptacions d'obres de Shakespeare. Destaquen en la seva filmografia Footlight Parade, Lady Killer, Picture Snatcher i Angels with Dirty Faces, en els anys trenta.
En els quaranta va continuar sent un dels actors favorits del públic i va continuar participant en grans pel·lícules. Una de boxa titulada City for Conquest, i la biografia idealitzada de Yankee Doodle Dandy, en plena Segona Guerra Mundial, un bon exemple del cinema de propaganda patriòtica, una interpretació amb què Cagney va guanyar l'Oscar al millor actor, l'únic de la seva carrera. Aquest èxit el va fer trencar amb la Warner i fundar la seva pròpia productora, amb la qual no va tenir cap èxit, per la qual cosa va haver de tornar a la productora dels germans Warner.
En els cinquanta va tornar a treballar en algunes grans pel·lícules com el A Lion Is in the Streets, Love Me or Leave, amb Doris Day, un film sobre la història de l'estrella cantant dels anys trenta Ruth Etting, Escala a Hawaii o Man of a Thousand Faces. Finalment, va acabar la seva carrera temporalment el 1961, quan va protagonitzar la comèdia One, Two, Three, dirigida per Billy Wilder.
En 1981 va tornar a actuar en una breu interpretació a Ragtime, dirigida per Milos Forman retrat de l'Amèrica prèvia a la Primera Guerra Mundial. Va ser la seva última pel·lícula. El 1983, ja afectat per serioses dificultats en la parla, bona part dels seus parlaments van haver de ser doblats en postproducció, va protagonitzar la història d'una vella glòria de la boxa a Terrible Joe Moran, un telefilm produït per Robert Halmi per a la CBS.
Cagney va morir d'un atac de cor a la seva granja del Dutchess County a Stanford, Nova York, el Diumenge de Pasqua de 1986; tenia 86 anys. Es va celebrar una missa funeral a Sant Francesc de Sales a Manhattan. L'elogi va ser pronunciat pel seu amic proper, Ronald Reagan, que també era el president dels Estats Units en aquell moment. Li va sobreviure la seva esposa Frances Vernon, amb qui s'havia casat el 1922. Frances, la seva vídua va morir l'octubre de 1994 a l'edat de 95 anys a l'estat de Nova York. Els Cagney havien viscut a Stanfordville, al sud d'Albany, treballant com a grangers, des de 1955. Frances hi va romandre després de la mort del seu marit el 1986.

## Filmografia
| Any  | Pel·lícula                                               | Paper                                                     | Notes                             |
| ---- | -------------------------------------------------------- | --------------------------------------------------------- | --------------------------------- |
| 1930 | The Doorway to Hell                                      | Steve Mileaway                                            |                                   |
| 1930 | Sinners' Holiday                                         | Harry Delano                                              |                                   |
| 1931 | How I Play Golf, by Bobby Jones No. 11: 'Practice Shots' | Ell mateix                                                | no surt als crèdits               |
| 1931 | Blonde Crazy                                             | Bert Harris                                               |                                   |
| 1931 | Smart Money                                              | Jack                                                      |                                   |
| 1931 | The Millionaire                                          | Schofield, Insurance Salesman                             |                                   |
| 1931 | The Public Enemy                                         | Tom Powers                                                |                                   |
| 1931 | Other Men's Women                                        | Ed 'Eddie' Bailey                                         |                                   |
| 1932 | Winner Take All                                          | Jim 'Jimmy' Kane                                          |                                   |
| 1932 | The Crowd Roars                                          | Joe Greer                                                 |                                   |
| 1932 | Taxi!                                                    | Matt Nolan                                                |                                   |
| 1933 | Lady Killer                                              | Dan Quigley                                               |                                   |
| 1933 | Footlight Parade                                         | Chester Kent                                              |                                   |
| 1933 | The Mayor of Hell                                        | Richard 'Patsy' Gargan                                    |                                   |
| 1933 | Picture Snatcher                                         | Danny Kean                                                |                                   |
| 1933 | Hard to Handle                                           | Myron C. 'Lefty' Merrill                                  |                                   |
| 1934 | The St. Louis Kid                                        | Eddie Kennedy                                             |                                   |
| 1934 | The Hollywood Gad-About                                  | Ell mateix                                                | curtmetratge                      |
| 1934 | Here Comes the Navy                                      | Chester 'Chesty' J. O'Conner                              |                                   |
| 1934 | He Was Her Man                                           | Flicker Hayes, també anomenat Jerry Allen                 |                                   |
| 1934 | Jimmy the Gent                                           | 'Jimmy' Corrigan                                          |                                   |
| 1935 | Rebel·lió a bord (Mutiny on the Bounty)                  | Extra                                                     | no surt als crèdits               |
| 1935 | A Midsummer Night's Dream                                | Bottom, the weaver                                        |                                   |
| 1935 | The Irish in Us                                          | Danny O'Hara                                              |                                   |
| 1935 | G Men                                                    | 'Brick' Davis                                             |                                   |
| 1935 | Devil Dogs of the Air                                    | Thomas Jefferson 'Tommy' O'Toole                          |                                   |
| 1935 | Trip Thru a Hollywood Studio                             | Ell mateix                                                | curtmetratge                      |
| 1935 | A Dream Comes True                                       | Ell mateix                                                | curtmetratge                      |
| 1935 | Frisco Kid                                               | Bat Morgan                                                |                                   |
| 1936 | Un gran tipus (Great Guy)                                | Johnny 'Red' Cave                                         |                                   |
| 1936 | Ceiling Zero                                             | Dizzy Davis                                               |                                   |
| 1937 | Això s'ha de celebrar (Something to Sing About)          | Terrence 'Terry' Rooney                                   |                                   |
| 1938 | Angels with Dirty Faces                                  | Rocky Sullivan                                            | Nominació − Oscar al millor actor |
| 1938 | Boy Meets Girl                                           | Robert Law                                                |                                   |
| 1938 | For Auld Lang Syne                                       | Ell mateix                                                | curtmetratge                      |
| 1939 | Els turbulents anys vint (The Roaring Twenties)          | Eddie Bartlett                                            |                                   |
| 1939 | Each Dawn I Die                                          | Frank Ross                                                |                                   |
| 1939 | Hollywood Hobbies                                        | Ell mateix                                                | curtmetratge                      |
| 1939 | The Oklahoma Kid                                         | Jim Kincaid                                               |                                   |
| 1940 | City for Conquest                                        | Danny Kenny (Young Samson)                                |                                   |
| 1940 | Torrid Zone                                              | Nick 'Nicky' Butler                                       |                                   |
| 1940 | The Fighting 69th                                        | Jerry Plunkett                                            |                                   |
| 1941 | The Bride Came C.O.D.                                    | Steve Collins                                             |                                   |
| 1941 | La rossa explosiva (The Strawberry Blonde)               | T. L. 'Biff' Grimes                                       |                                   |
| 1942 | Yankee Doodle Dandy                                      | George M. Cohan                                           | Oscar al millor actor             |
| 1942 | Captains of the Clouds                                   | Brian MacLean                                             |                                   |
| 1943 | Johnny Come Lately                                       | Tom Richards                                              |                                   |
| 1943 | You, John Jones!                                         | John Jones                                                | curtmetratge                      |
| 1944 | Battle Stations                                          | Narrador                                                  | curtmetratge                      |
| 1945 | Sang sobre el sol (Blood on the Sun)                     | Nick Condon                                               |                                   |
| 1947 | 13 Rue Madeleine                                         | Robert Emmett 'Bob' Sharkey també anomenat Gabriel Chavat |                                   |
| 1948 | Una vida plena (The Time of Your Life)                   | Joseph T.                                                 |                                   |
| 1949 | Al roig viu (White Heat)                                 | Arthur 'Cody' Jarrett                                     |                                   |
| 1950 | The West Point Story                                     | Elwin 'Bix' Bixby                                         |                                   |
| 1950 | Kiss Tomorrow Goodbye                                    | Ralph Cotter                                              |                                   |
| 1951 | Starlift                                                 | Ell mateix                                                | Cameo                             |
| 1951 | Come Fill the Cup                                        | Lew Marsh                                                 |                                   |
| 1952 | What Price Glory?                                        | Capt. Flagg                                               |                                   |
| 1953 | A Lion Is in the Streets                                 | Hank Martin                                               |                                   |
| 1955 | Escala a Hawaii (Mister Roberts)                         | Capità Morgan                                             |                                   |
| 1955 | The Seven Little Foys                                    | George M. Cohan                                           |                                   |
| 1955 | Love Me or Leave Me                                      | Martin Snyder                                             | Nominació − Oscar al millor actor |
| 1955 | Busca el teu refugi (Run for Cover)                      | Matt Dow                                                  |                                   |
| 1956 | These Wilder Years                                       | Steve Bradford                                            |                                   |
| 1956 | Tribute to a Bad Man                                     | Jeremy Rodock                                             |                                   |
| 1957 | Short-Cut to Hell                                        | Ell mateix                                                | també director                    |
| 1957 | L'home de les mil cares (Man of a Thousand Faces)        | Lon Chaney                                                |                                   |
| 1959 | Shake Hands with the Devil                               | Sean Lenihan                                              |                                   |
| 1959 | Never Steal Anything Small                               | Jake MacIllaney                                           |                                   |
| 1960 | The Gallant Hours                                        | Fleet Admiral William F. Halsey, Jr.                      | també productor                   |
| 1961 | Un, dos, tres (One, Two, Three)                          | C.R. MacNamara                                            |                                   |
| 1968 | Arizona Bushwhackers                                     | Narrador                                                  |                                   |
| 1981 | Ragtime                                                  | Commissioner Rhinelander Waldo                            |                                   |